# جیسن ویلکاکس
جیسن ویلکاکس (به انگلیسی: Jason Wilcox) بازیکن فوتبال زادهٔ ۱۵ ژوئیه ۱۹۷۱ اهل کشور انگلستان که سابقهٔ بازی در تیم ملی فوتبال انگلستان را در کارنامهٔ خود دارد. وی در تاریخ ۱۸ مه ۱۹۹۶ نخستین بازی ملی خود را در مقابل تیم ملی فوتبال مجارستان انجام داد و با حضور در ۳ بازی ملی، در تاریخ ۲۳ فوریه ۲۰۰۰ واپسین بازی ملی‌اش را در برابر تیم ملی فوتبال آرژانتین برگزار کرد.